# Vertrag von Oliva

Vertrag von Oliva

Der Vertrag von Oliva (auch: Friede von Oliva, Pax Oliviensis) wurde am 3. Mai 1660 zwischen Kaiser Leopold I., Kurfürst Friedrich Wilhelm von Brandenburg, Magnus Gabriel De la Gardie (für den unmündigen Karl XI. von Schweden) und König Johann II. Kasimir von Polen-Litauen im Kloster Oliva (in der Nähe der polnisch-preußischen Hansestadt Danzig) unterzeichnet.

## Vertragsgegenstand
In diesem Vertrag zog König Johann Kasimir seine Ansprüche auf die schwedische Krone zurück, die sein Vater Sigismund III. Wasa 1599 verloren hatte. Zugleich erkannte er die seit den 1620er Jahren bestehende schwedische Oberhoheit über Livland und Riga sowie die Souveränität des hohenzollernschen Herzogtums Preußen an. Die Vereinbarung hob die 1656 geschlossenen Verträge (Königsberger Vertrag, Vertrag von Marienburg, Vertrag von Labiau) auf und bestätigte den 1657 geschlossenen Vertrag von Wehlau.
Maßgeblich durch französische Vermittlung zustande gekommen, beendete der Vertrag die Konflikte, die im Krieg gegen Sigismund von 1598 und 1599, im Schwedisch-Polnischen Krieg von 1600 bis 1629 und im Zweiten Nordischen Krieg von 1655 bis 1661 zwischen Schweden und Polen ausgetragen worden waren. Auch wenn Polen auf den von Schweden besetzten Teil Livlands verzichten musste, bedeutete der Frieden doch eine Wiederherstellung des Status quo ante im Ostseeraum. Der Friede von Oliva und der im selben Jahr zustande gekommene Frieden von Kopenhagen sowie der Friede von Kardis kennzeichneten den Höhepunkt der schwedischen Großmachtstellung in der frühen Neuzeit. Zugleich wurde damit Kurfürst Friedrich Wilhelm nach dem Ende der polnischen Lehenshoheit über das Herzogtum Preußen der mächtigste Fürst im Deutschen Reich nach dem Kaiser.

## Entwicklungsgang zur Souveränität des Herzogtums Preußen

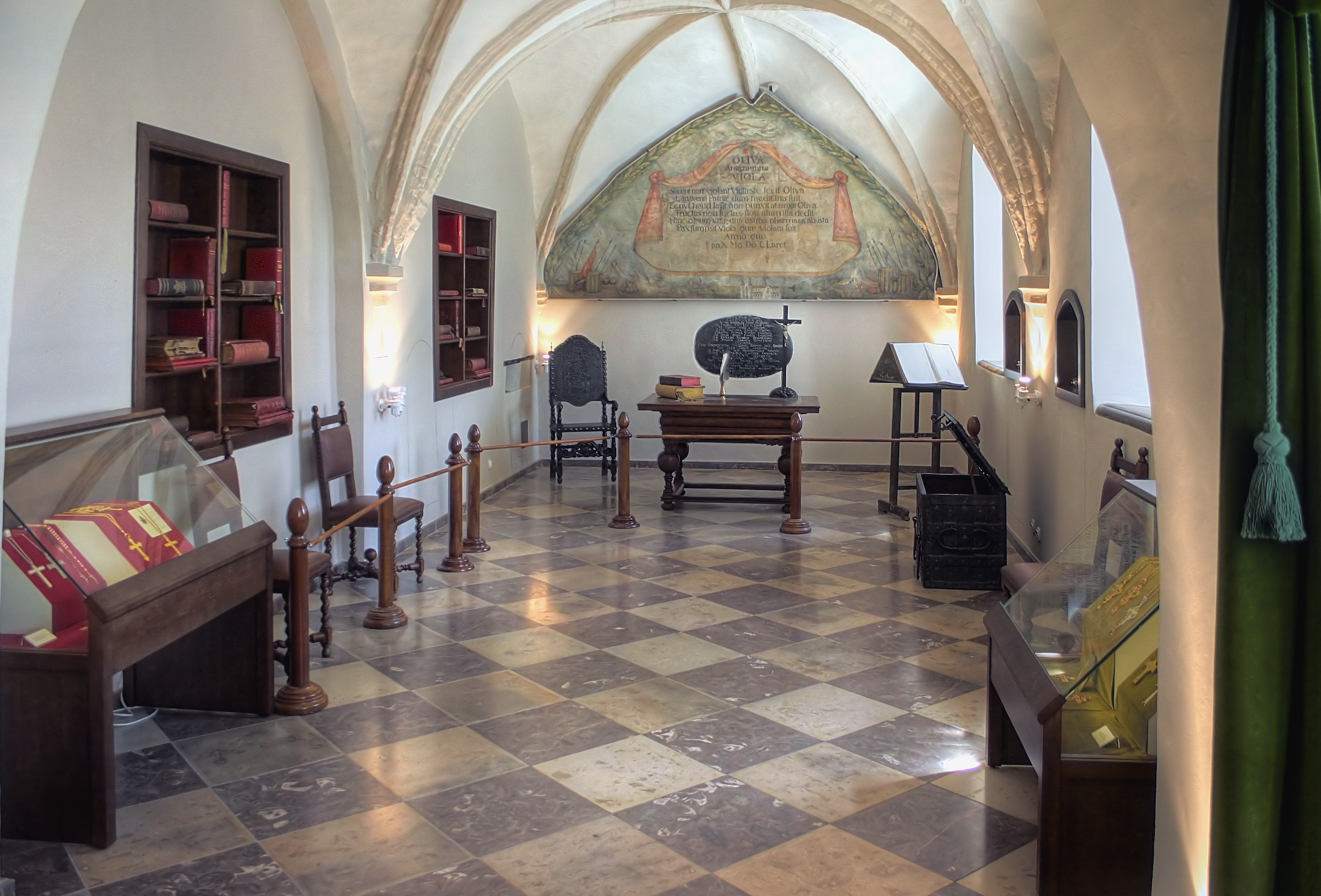
In diesem Raum wurde der Vertrag unterzeichnet.

- 17. Januar 1656 Vertrag von Königsberg
- 23. Juni 1656 Vertrag von Marienburg
- 28.–30. Juni 1656 Schlacht bei Warschau
- 20. November 1656 Vertrag von Labiau
- 19. September 1657 Vertrag von Wehlau
- 6. November 1657 Vertrag von Bromberg
- 3. Mai 1660 Vertrag von Oliva

## Trivia
Die Inschrift der anlässlich des Vertragsabschlusses geprägten Gedenkmedaille lautet: PACIS OLIVIENSIS ANNO MDCLX III MAJI. AD GEDANVM IN PRVSSIA CONCLUSAE MONVMENTVM (Zur Erinnerung an den Frieden von Oliva, am 3. Mai 1660 bei Danzig in Preußen geschlossen).